# Pierre Masson (militaire)
Pour les articles homonymes, voir Pierre Masson.
Pierre Masson est un militaire français, officier des Forces françaises libres, né le 2 février 1904 à Vannes et mort le 5 janvier 1983 à La Baule-Escoublac, chef d'état-major du général Pierre Kœnig lors de la bataille de Bir Hakeim, puis général de corps d'armée.

## Biographie
Pierre, Auguste Masson, né le 2 février 1904 à Vannes (Morbihan), est fils de Pierre, Ludovic Masson (1871-1915), sous-officier puis sous-lieutenant au 116e régiment d'infanterie de Vannes, mort pour la France le 1er octobre 1915 à Croix-en-Champagne, à l'âge de 44 ans, et de Marie Cornen (1874-19..). Ses parents, originaires respectivement de Cirey-lès-Pontailler, en Côte-d'Or, et de Saint-Pierre-Quilbignon (Finistère), mariés en 1898, sont d'un milieu modeste.

### Pupille de la Nation, breveté de l'École de guerre à 29 ans (1933)
Pupille de la Nation, Pierre Masson est reçu au concours de l'école spéciale militaire de Saint-Cyr en 1922. La promotion à laquelle il appartient, baptisée « Metz et Strasbourg » (1922-1924), est celle du futur maréchal de France Philippe Leclerc de Hauteclocque. Nommé sous-lieutenant d'infanterie en 1924, il est lieutenant en 1927, puis capitaine en 1933.
Très brillant officier, le capitaine Pierre Masson est breveté de l'école de guerre à l'âge de vingt-neuf ans, dès novembre 1933 (55e promotion), en même temps qu'Edgard de Larminat, né en 1895, vétéran de la « Grande Guerre », et cinq promotions avant Philippe de Hauteclocque, né en 1902.

### Chef d'état-major de brigade expérimenté, rallié aux FFL (1941)
En mai 1940 le capitaine Masson sert comme chef d'état-major du général de brigade Charles Bertschi, commandant du secteur défensif de Lille. Dans ces fonctions, il joue un rôle significatif dans la préparation de la bataille de Lille qui, du 25 au 31 mai 1940, va permettre de bloquer un corps allemand de 7 divisions, dont 3 blindées, et de favoriser le rembarquement des forces britanniques et françaises massées à Dunkerque.
En 1941 le capitaine Masson est à Beyrouth comme chef du 3e bureau et, de facto, chef d'état-major du général de brigade Pierre-Georges Arlabosse, commandant supérieur des troupes françaises au Liban et résident général de ce territoire sous mandat français. Comme chef d'état-major il organise la défense des forces de Vichy au Liban qui, du 8 juin au 12 juillet, combattent les troupes britanniques, principalement australiennes.
Après l'armistice de Saint-Jean-d'Acre, Pierre Masson décide de ne pas repartir en France et de se rallier au général de Gaulle, choix très minoritaire rendu frappant par les fonctions de chef d'état-major qu'il occupait. Début août 1941 le capitaine Masson s'engage dans les Forces françaises libres (FFL) pour reprendre le combat contre l'Allemagne. D'après l'historien François Broche, Masson y songeait depuis plusieurs mois et s'était fait affecter au Liban dans cette intention secrète Promu chef de bataillon, il est affecté à la 13e demi-brigade de Légion étrangère., puis bientôt choisi comme chef d'état-major par le général de Larminat, commandant les FFL au Levant, son ancien camarade à l'École de guerre (décembre 1941).
Deux brigades sont mises sur pied par Larminat : la 1re brigade française libre (1re BFL), ayant pour mission de participer à l’effort de guerre en Libye, confiée au général Pierre Kœnig, et la 2e BFL, destinée à maintenir l’ordre au Liban et en Syrie, à la disposition du général Georges Catroux, haut-commissaire de France au Levant ;
La 1re BFL fait mouvement vers l’Égypte fin décembre 1941, conduite par le général de Larminat, Kœnig étant de facto son adjoint, avec le commandant Pierre Masson comme chef d'état-major.

### Adjoint de Kœnig durant la bataille de Bir Hakeim (1942)
Au mois de février 1942, après un début d'offensive foudroyant, l'armée germano-italienne commandée par le général Erwin Rommel s'est arrêtée en Cyrénaïque, face à la ligne de défense hâtivement constituée par la 8e armée britannique pour protéger Tobrouk. Le 14 février, le général de Larminat reçoit l'ordre de prendre position avec ses FFL à l’extrémité sud de cette ligne, à 80 kilomètres de la mer, en plein désert, au lieu appelé Bir Hakeim, croisement de pistes matérialisé par les ruines d’un petit fortin, bâti près d’un point d'eau désaffecté.
Pendant plus de trois mois la 1re BFL va travailler à renforcer les défenses de cette position (pose de mines et pièges, mise en place de pièces d'artillerie, creusement d'abris et trous de tir individuels...), tout en envoyant des colonnes mobiles (« Jock columns ») en reconnaissance, souvent au contact de l'ennemi. La brigade est constituée d’unités aguerries au feu : légionnaires, marsouins, troupes d'Afrique et du Pacifique (Centrafricains, Nord-Africains, Tahitiens et Néo-Calédoniens), fusiliers marins... Le dispositif français à Bir Hakeim, formé de combattants de premier ordre, est conçu et organisé principalement par le trio Larminat-Kœnig-Masson, secondé par ses principaux subordonnés, chefs de groupement, commandants de bataillons et, en particulier, responsables de l'artillerie et du génie (mines).
| Ordre de bataille de la 1re brigade française libre à Bir Hakeim (février-juin 1942) : Commandant de la 1re BFL : général de brigade de Larminat (jusqu'au 24 avril), puis général de brigade Pierre Kœnig (adjoint jusqu'au 24 avril) Chef d'Etat-Major : Commandant Pierre Masson (colonel à titre temporaire) ; Compagnie de QG 51 : lieutenant Olivier Premier Groupement : Lt-Colonel Dimitri Amilakvary (13e demi-brigade de Légion étrangère) 2e Bataillon de Légion étrangère : commandant René Babonneau (capitaines Paul Arnault, Gabriel Brunet de Sairigné, Bernard Saint-Hillier, Otto Wagner) 3e Bataillon de Légion étrangère : commandant Jean Maxime Puchois (capitaines Jacques Beaudenom de Lamaze, André Lalande, Pierre Messmer, Jean Simon) Deuxième Groupement : Lt-Colonel Robert de Roux (Demi-brigade Coloniale) Bataillon de marche n° 2 (de l'Oubangui-Chari) : Commandant Henri Amiel (capitaine Gilbert Chevillot, s-Lt Georges Koudoukou) Bataillon du Pacifique : Lt-Colonel Félix Broche (capitaine Gaston Duché de Bricourt) 1er bataillon d'infanterie de marine : commandant Jacques Savey (capitaines Jean de Laborde-Noguez - lire de Laborde-Noguès -, Constant Roudaut ; médecin-chef Raoul Béon) 22e compagnie nord-africaine : capitaine Pierre Fernand Lequesne 1er Régiment d'Artillerie : Commandant Jean-Claude Laurent-Champrosay (capitaines Charles Bricogne, Albert Chavanac, René Gufflet, Paul Morlon, André Quirot) 1er Bataillon de Fusiliers-Marins (D.C.A.) : Capitaine de corvette Hubert Amyot d'lnville (lieutenants de vaisseau Pierre Iehelé, Philippe Le Bourgeois) 1re Compagnie anti-chars : capitaine Denis Albert Xavier Jacquin 1re Compagnie de sapeur-mineurs (Génie) : capitaine André Gravier, puis capitaine Jean Desmaison 1re Compagnie de Transmissions : capitaine Jacques Renard 101e compagnie auto : capitaine Jean-Pierre Dulau ; 1er atelier lourd de réparations auto : capitaine Bell Groupe sanitaire divisionnaire no 1 : Médecin-Cdt Charles Vignes ; Ambulance chirurgicale légère : Médecin-Cap. Paul Guillon et Thibault ; hôpital de campagne Hadfield-Spears : Médecin-cdt Henri Fruchaud Groupe exploitation divisionnaire no 1 : capitaine Hubert Marie Paul de Guillebon ; Intendance : intendant Bouton 22e mission britannique de liaison |

Le bataillon de marche no 2 défend le flanc Nord de la position, le bataillon du Pacifique le flanc Sud-ouest et le 2e Bataillon de Légion le flanc Est. Le 3e bataillon de Légion demeure en réserve au centre du dispositif, de même que le bataillon d'infanterie de marine. Le 24 avril le général de Larminat rejoint le quartier-général britannique et laisse le commandement de la place de Bir Hakeim à son adjoint, Kœnig, secondé par son chef d'état-major, Masson. Le 26 mai, Rommel déclenche l'offensive générale attendue contre les lignes de défense de la 8e armée, avec Tobrouk, puis le canal de Suez comme objectifs. Le « Renard du Désert » commande en personne le corps blindé, avec lequel il a décidé de frapper le sud des positions alliées, pour contourner leur défense.
C'est ainsi que le commandant Pierre Masson, chef d'état-major du général Kœnig, va jouer un rôle important dans ce moment historique, la bataille de Bir Hakeim (Libye), au cours de laquelle la 1re brigade française libre, unité de 3 700 hommes, va résister du 27 mai au 11 juin 1942, aux assauts conjugués d'un corps d'armée germano-italien, environ dix fois plus nombreux, commandé sur le terrain par le général Rommel.
Lorsque l'attaque ennemie contre Bir Hakeim débute véritablement, le 27 mai, les défenseurs français sont prêts à la recevoir : Rommel avait prévu qu'ils résistent deux jours, ils tiendront deux semaines, jusqu'à épuisement de leurs réserves d'eau et munitions d'artillerie. Ce n'est qu'à ce moment-là que Kœnig décide d'évacuer la position, en perçant les lignes du général allemand.
Lors de la sortie de vive force de Bir Hakeim, dans la nuit du 10 au 11 juin, par le sud-ouest, le véhicule du commandant Masson saute sur une mine, son chauffeur est tué mais le chef d'état-major de Kœnig, à peine blessé, est secouru et évacué par l'aspirant Jean-Mathieu Boris.
Promu lieutenant-colonel, Pierre Masson participe à la bataille d'El-Alamein, en octobre-novembre 1942, au cours de laquelle la 1re brigade française libre est durement repoussée à El-Himeimat (23-24 octobre 1942), où Dimitri Amilakvari est tué, puis, prend part en 1943, à la campagne de Tunisie. Le 15 mai 1943 il est nommé chef d'état-major de la 1re division française libre, dont le général Kœnig vient de recevoir le commandement, à la suite du général Legentilhomme. Fin juillet 1943, Kœnig est nommé chef d'état-major adjoint de l'Armée à Alger et Masson assure une transition auprès du nouveau chef de la 1re DFL, le général Diego Brosset.

### Adjoint de Kœnig à l'état-major de l'Armée, à Alger (1943-1944)
Dès septembre 1943 le lieutenant-colonel Masson retrouve Kœnig à l'état-major de l'Armée à Alger, où les deux hommes vont opérer ensemble la fusion entre les troupes d'Afrique du Nord et celles de la France libre, décidée le 31 juillet et qui sera achevée en mars 1944. Masson est son adjoint, avec la fonction de sous-chef de l'état-major de l'Armée.
En avril 1944 Kœnig quitte Alger pour Londres, nommé représentant de la France auprès du Commandement suprême allié, puis également commandant des Forces françaises de l'intérieur (FFI) dès juin 1944, général de corps d'armée, et bientôt gouverneur militaire de Paris (25 août). Le colonel Masson participe à la campagne de France, en 1944-1945 puis, semble avoir rejoint Kœnig, nommé commandant des Forces françaises en Allemagne (juillet 1945-août 1949) et promu général d'armée (mai 1946).

### Gardien de la mémoire de Bir Hakeim aux côtés de Kœnig
En 1948, le colonel Masson est chargé par le général Kœnig de préparer une relation de la bataille de Bir Hakeim, basée sur son journal de bord de chef d'état-major, détruit en juin 1942 mais presque immédiatement reconstitué. C'est à partir de ce « travail de bénédictin », dixit Kœnig, que l'ex-chef de la 1re brigade française libre, a pu écrire Bir Hakeim - 10 juin 1942, ouvrage débuté en 1958 mais publié seulement en 1971, de façon posthume.
Devenu général de brigade, Pierre Masson a participé, le 11 avril 1953 à une reconstitution des événements de Bir Hakeim organisée, sur le terrain même, par le lieutenant-général Festing, commandant des forces terrestres britanniques en Égypte, en présence du général allemand Schultz, ancien chef du renseignement de Rommel. Extraits des échanges entre les généraux : - " Je précise et confirme que nous n’avions, comme armes antichars, que de vieux 75. Mais ces canons étaient servis par des hommes d’élite. La plupart des chars furent détruits presque à bout portant et de plein fouet..." (général Masson) - " C’est l’ampleur de votre résistance qui nous a étonnés et qui nous étonne encore. Nous connaissions vos forces. Nous comptions que vous vous rendriez après deux jours de combat..." (général Schultz) - " Notre position (16 km2) a reçu 200 000 obus et 2 000 tonnes de bombes. Et pendant ces huit jours, nous avons tenu tête aux assauts conjugués et convergents de cinq divisions ennemies. " (Masson) - " Nos hommes étaient pleins d’ardeur. Mais les vôtres aussi. Et dans les corps à corps qui se produisirent, les Français se montrèrent supérieurs. (...) Dès lors, le maréchal Rommel comprit que tout n’était plus qu’une question de temps. Nous pensions que l’eau et les munitions vous manqueraient bien un jour…" (Schultz) - " Le 10 juin, en effet, il ne restait que dix obus par batterie et plus une goutte d’eau. La sortie fut alors décidée pour la nuit du 10 au 11. Et ce fut une sortie de vive force. Le général Kœnig, qui n’a pas voulu abandonner ses blessés et ses armes, prit lui-même la tête et chargea en voiture à travers trois lignes de feu."
Au sujet de la sortie de Bir Hakeim, le général Masson dira plus tard : « cette affaire qui n'est pas très brillante sur le plan tactique, j'en conviens, a quand même été une surprise de plus infligée à Rommel, c'est-à-dire un succès supplémentaire. »

### Général de corps d'armée sous le président Charles de Gaulle
En mars 1958 le général de division Masson est nommé commandant de la subdivision militaire de Paris, puis, dès la fin de cette même année, commandant de la 3e région militaire, à Rennes, et promu général de corps d'armée en 1959.
C'est avec ces responsabilités, et dans ce grade, que le général de corps d'armée Pierre Masson quitte le service actif, au mois de janvier 1964, après avoir passé cinq années à la tête des forces terrestres de Bretagne,
Le général Masson, marié et ayant laissé une descendance, est décédé le 5 janvier 1983 à La Baule-Escoublac, à presque 79 ans.

## Décorations et honneurs
Titulaire de la Médaille de la Résistance avec rosette, le général Masson a également été élevé à la dignité de grand-officier de la Légion d'honneur.
- Chevalier de la Légion d'honneur
  -  Officier de la Légion d'honneur
  -  Commandeur de la Légion d'honneur
  -  Grand officier de la Légion d'honneur
- Croix de guerre 1939–1945 (citations)
- Médaille de la Résistance française, avec rosette (par décret du 31 mars 1947)
- Médaille coloniale avec agrafes Libye, Bir-Hakeim, Tunisie 42-43

La commune de La Baule-Escoublac a honoré la mémoire du général Masson en donnant son nom à un square de cette ville, le square Général-Pierre-Masson.